# شان الیوت

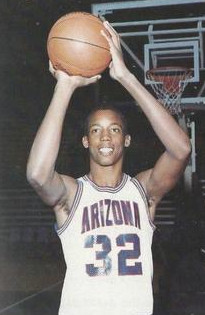
شان الیوت در سال ۱۹۸۷

شان الیوت (انگلیسی: Sean Elliott؛ زاده ۲ فوریهٔ ۱۹۶۸) یک ورزشکار اهل ایالات متحده آمریکا است. 